# Асма Абдалла
Асма Мухаммад Абдалла (араб. أسماء محمد عبد الله‎, род. 1946, Хартум) — суданский дипломат и государственный деятель. В прошлом — министр иностранных дел Судана (2019—2020). Первая женщина во главе Министерства иностранных дел Судана и третья женщина на этом посту в истории арабских стран (после Наха Минт Мукнасс в 2009 году и Фатма Валь Минт Суэйна в 2015 году в Мавритании).

## Биография
Родилась в 1946 году.
В 1971 году окончила Хартумский университет по специальности экономика и политология.
После окончания университета стала одной из трёх первых женщин, которые присоединились к министерству иностранных дел Судана в качестве дипломатов. Работала дипломатом в нескольких заграничных миссиях Судана, в том числе в Организации Объединённых Наций (ООН), в Марокко и в Швеции. В 1991 году уволена администрацией аль-Башира, захватившего власть двумя годами ранее в результате государственного переворота, в соответствии с Законом об увольнении в общественных интересах.
После увольнения прекратила всю политическую деятельность, работала в региональных организациях, включая Лигу арабских государств. В 2009 году создала бюро переводов.
В 2019 году аль-Башир был свергнут в результате военного переворота после нескольких месяцев протестов.
8 сентября 2019 года получила портфель министра иностранных дел Судана в переходном правительстве Абдаллы Хамдука, сформированном после политического соглашения между Переходным военным советом Судана (TMC) и оппозиционными «Силами за свободу и перемены» (FFC) и вступления в силу конституционной декларации для перехода к демократии. Стала первой женщиной, возглавившей Министерство иностранных дел Судана.
9 июля 2020 года Асма Абдалла отправлена в отставку премьер-министром Судана в рамках перестановок в правительстве, направленных на ускорение перехода к демократии, на фоне уличных протестов, требующих более быстрых и всеобъемлющих реформ. Временно исполняющим обязанности министра иностранных дел назначен государственный министр в министерстве иностранных дел Судана по внешнеполитическим вопросам Камаль Исмаил.
Наиболее важные внешнеполитические функции выполнялись Камалем Исмаилом, в то время как сама министр иностранных дел Асма Абдалла мало участвовала во многих вопросах. Камаль Исмаил в прошлом был ведущим политическим координатором базирующегося в США проекта Enough Project и видным деятелем кампании по защите мирного населения Дарфура (Save Darfur). Он близок к лицам, принимающим решения в США, особенно с 2011 года, когда давал показания перед Конгрессом США по поводу событий в Дарфуре и призывал к поддержке суданской оппозиции. В мае 2019 года, перед возвращением в Судан, Камаль Исмаил во второй раз предстал перед Конгрессом, на этот раз отстаивая проект резолюции, обязывающий США поддержать быстрый переход к гражданскому правлению после суданской революции; эта резолюция была впоследствии принята комитетом Палаты представителей по иностранным делам. Асма Абдалла была назначена министром иностранных дел в сентябре 2019 года и стала обладателем этой почётной должности, в том числе, — и с целью улучшения представительства женщин в кабинете министров.

## Личная жизнь
Замужем. Имеет дочь.